# رودريك سكوت
رودريك سكوت (27 ديسمبر 1965 بلندن في المملكة المتحدة - ) هو لاعب كرة قدم كندي في مركز الهجوم. شارك مع منتخب كندا لكرة القدم. أما مع النوادي، فقد لعب مع Kitchener Spirit ‏ وLas Vegas Dustdevils ‏ وDallas Sidekicks (1984–2004) ‏.

## وصلات خارجية
- رودريك سكوت على موقع قاعدة بيانات كرة القدم.إي يو (الإنجليزية)
- رودريك سكوت على موقع ناشيونال فوتبول تيمز (الإنجليزية)